# Felaszowie
Felaszowie (hebr. ‏בֵּיתֶא יִשְׂרָאֵל‎ czyt. Bēteʾ Jīsrāʾēl; gyyz ተ እስራኤል czyt. Beta ʾƏsrāʾel lub Bēte 'Isrā'ēl), inaczej Falaszowie, Falasza – lud kuszycki, wywodzący się z Etiopii, obecnie w większości zamieszkujący Izrael. W większości są wyznawcami judaizmu, stąd zwani bywają Czarnymi Żydami lub Etiopskimi Żydami (hebr. יְהוּדֵי אֶתְיוֹפְּיָה: czyt. Jehudej Etjopjah; amh. የኢትዮጵያ ይሁዲዎች, czyt. jä-Itəjop'əja Jəhudiwoč), choć niektórzy z nich wyznają chrześcijaństwo.

## Felaszowie w Etiopii
Felaszowie zamieszkiwali w Etiopii na północ od Jeziora Tana w dzisiejszej prowincji Begiemdyr i Semien (historycznie Gonder).
Wedle tradycji Felaszów są oni potomkami Menelika, według tradycji syna króla Salomona i Makedy, królowej Saby (lub raczej potomkami towarzyszy czy wojowników Menelika), który przywiódł ich z Jerozolimy do Etiopii. Wedle innych opinii są potomkami więźniów Salmanasara V, który zburzył Samarię, lub uchodźcami ze zburzonej w 70 r. n.e. przez Rzymian Jerozolimy. Z kolei tradycja etiopska podaje, że od dawna przybywali do Etiopii żydowscy kapłani, którzy nawrócili cały kraj na judaizm. Gdy jednak przybył do nich biskup Frumencjusz przyjęli oni chrześcijaństwo, zaś stawiający opór wyznawcy dawnej religii zostali wygnani i osiedlili się nad jeziorem Tana. Wedle jednej z dziewiętnastowiecznych teorii mogą być oni potomkami jeńców wziętych przez króla Etiopii Kaleba w południowej Arabii, na początku VI w., gdzie istniało państwo Himjarytów, w którym władcy i część ludności przyjęła judaizm. Istnieje też wersja, że są potomkami garnizonu żydowskiego stacjonującego na Elefantynie, skąd wyruszyli ok. 399 p.n.e. Współcześnie przyjmuje się, że należą oni etnicznie do kuszyckiej ludności Ageu, a judaizm przyjęli z zewnątrz. Felaszowie nie znają Talmudu, swe prawo religijne opierają jedynie na Torze. Nie znali również hebrajskiego, w swej liturgii używając języka gyyz. Ich językiem codziennym był język kwara, należący do grupy języków kuszyckich, a nie semickich. Sami siebie nazywają Bete Israel („Dom Izraela”).
W XV w. ziemie Felaszów przyłączył do Etiopii cesarz Izaak, ale nadal pozostawały one zarzewiem buntu. W 1533 r. Felaszowie poparli walczącego przeciw Etiopii imama Ahmeda ibn Ibrahima al-Gaziego. Ostatecznie Felaszów podporządkował Etiopii cesarz Sertse Dyngyl w latach 80. XVI w. Dokonał tego poprzez wyprawy zbrojne i pertraktacje polityczne z ich ówczesnym władcą Goszenem. Ostatnimi większymi zrywami Felaszów przeciw władzy cesarzy Etiopii były rebelie prowadzone przez Gedeona w latach 20. XVII w. Od tego czasu grupa ta systematycznie traciła na znaczeniu. Na początku lat 70. XX w. liczebność Felaszów w Etiopii wynosiła (wg różnych źródeł) od 15 do 60 tysięcy.
Felaszowie trudnili się rolnictwem i rzemiosłem (garncarstwem, kowalstwem i in.). Mieszkali w okrągłych tukulach, identycznych jak inne ludy etiopskie, od których nie wyróżniali się zupełnie ani rysami twarzy ani ubiorem. Wierzyli w moc amuletów, konieczność składania krwawych ofiar (ze zwierząt) z okazji urodzin dziecka, ślubu, święta religijnego, choroby itp. oraz możliwość przepowiadania przyszłości (najczęściej z jelit ofiarnych zwierząt). Praktykują obrzezanie. Nie uznają wielożeństwa i nie palą tytoniu.

## Felaszowie w Izraelu

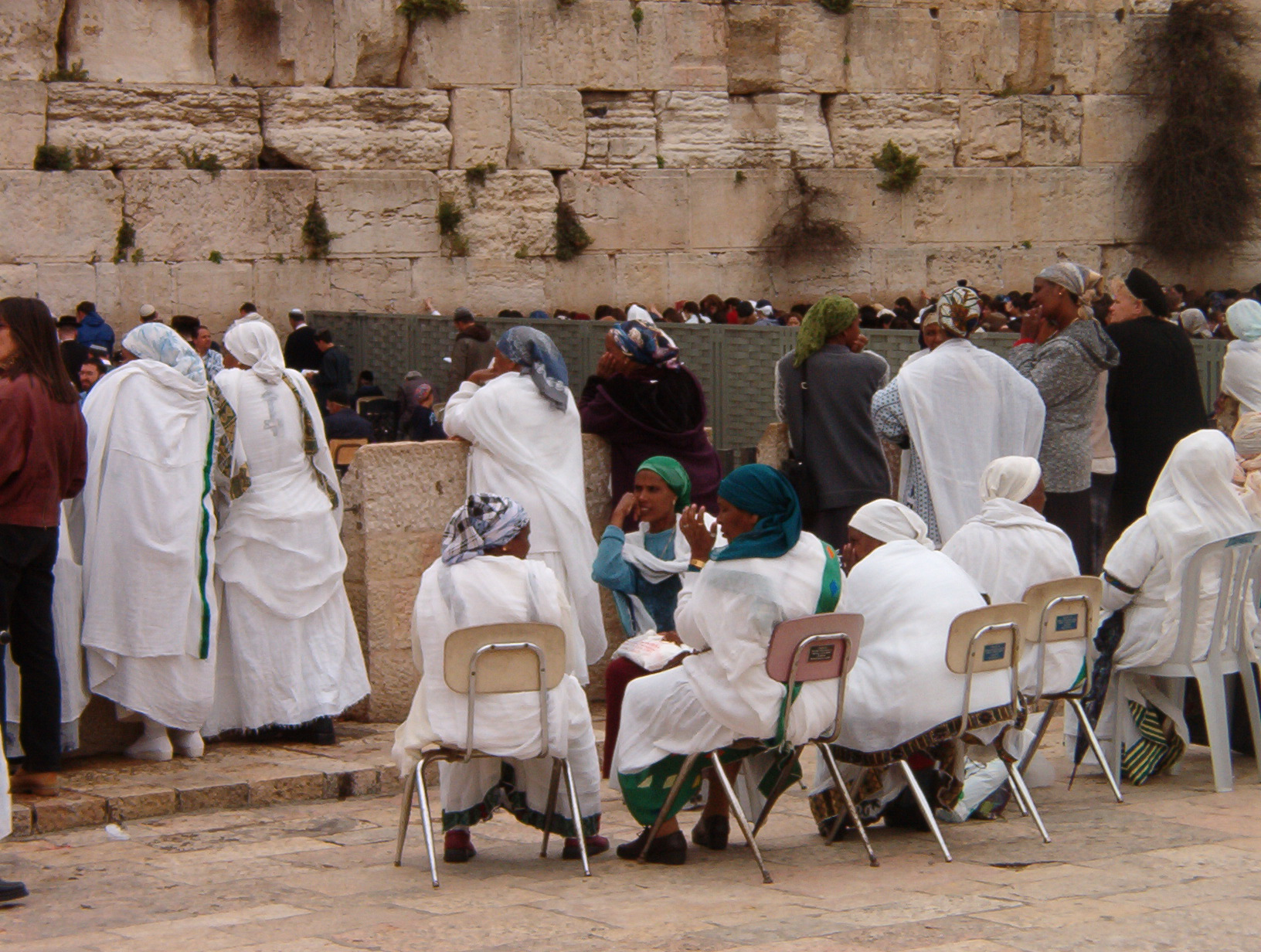
Etiopskie kobiety pod Ścianą Płaczu w Jerozolimie podczas Paschy (Święta Wiosny, Święta Macy, Żydowskiej Wielkanocy)

W końcu 1984 roku Izrael rozpoczął planową akcję ewakuacji Felaszów z Etiopii. Rządem Izraela powodowały przede wszystkim względy humanitarne, w Etiopii panowała klęska głodu, było to również zgodne z polityką Izraela dotyczącą sprowadzania do Izraela Żydów z zagrożonych krajów, do tego dochodził również niepokój o malejącą liczbę imigracji z diaspory, co groziło niekorzystnymi zmianami w strukturze społecznej państwa. Felaszów transportowano drogą lotniczą, w wielkim pośpiechu – z obozów dla uchodźców na granicy sudańsko-etiopskiej. Operację Mojżesz, trwającą od listopada 1984 do stycznia 1985 zorganizowały Siły Obronne Izraela we współpracy z CIA, podczas jej trwania przewieziono ponad 7000 osób. Kolejne 800 osób trafiło do Izraela dzięki operacji Jozue. Kolejna wielka akcja imigracyjna miała miejsce w maju 1991, podczas trwającej w Etiopii wojny domowej, kiedy to w ramach operacji Salomon w ciągu zaledwie 36 godzin, przetransportowano do Izraela ponad 14,5 tysiąca Felaszów. W połowie lat 90. w Izraelu mieszkało ok. 60 tysięcy Felaszów.

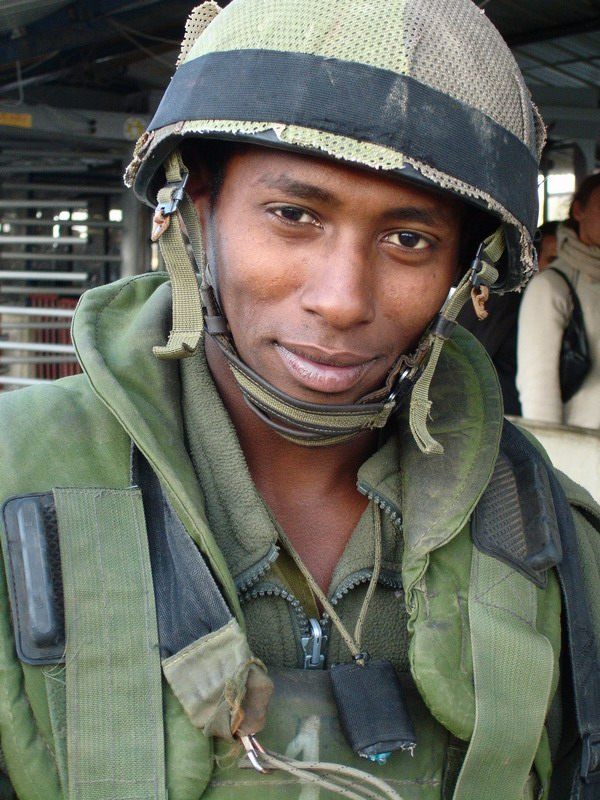
Izraelski żołnierz pochodzenia etiopskiego. Kwiecień 2006, okolice Nablus

Sytuacja Felaszów w Izraelu początkowo była dość niejasna, pojawiały się naciski ze strony kół ortodoksyjnych na przyjęcie przez nich judaizmu rabinicznego. Felasze po przybyciu do Izraela mieli wiele trudności związanych z integracją ze współczesnym społeczeństwem izraelskim. Wielu z nich jest bezrobotnymi lub wykonuje prace dające bardzo niski dochód, co zmusza wiele rodzin do korzystania z pomocy socjalnej. Szczególnym problemem jest poziom potrzebnego wykształcenia w nowoczesnym państwie (analfabetyzm jest w tej społeczności bardzo wysoki). Zdarzają się także zachowania rasistowskie ze strony społeczeństwa izraelskiego w stosunku do przybyłych z Etiopii. W 2003 władze Izraela zezwoliły na osiedlanie się Felaszom Mura, którzy w XIX w. przyjęli chrześcijaństwo. W 2010 rząd Izraela zgodził się na przyjęcie jeszcze 8000 Felaszów Mura.
W 2015 r. w Izraelu żyło ponad 135 tysięcy Żydów urodzonych w Etiopii lub o etiopskim pochodzeniu.
W 2005 w Rechowot powstało muzeum upamiętniające dziedzictwo i historię etiopskich Żydów.

## Afera przymusowych zastrzyków antykoncepcyjnych w Izraelu
Na początku lat 2010. wybuchła afera dotycząca przymusowego stosowania środków antykoncepcyjnych wobec kobiet z etiopskiej społeczności w Izraelu. Media i organizacje praw człowieka oskarżyły izraelskie władze o stosowanie przymusowych zastrzyków antykoncepcyjnych (w szczególności Depo-Provera) wobec etiopskich kobiet, które miały być poddawane zabiegom bez pełnej zgody i odpowiedniego poinformowania o skutkach ubocznych. Oskarżenia te zostały poparte relacjami niektórych kobiet, które twierdziły, że były zmuszane do przyjmowania zastrzyków w obozach przejściowych w Etiopii przed emigracją do Izraela. Początkowo izraelskie władze zaprzeczyły oskarżeniom, twierdząc, że wszystkie zabiegi były przeprowadzane zgodnie z prawem i za zgodą pacjentek. Jednak w 2013 roku Ministerstwo Zdrowia Izraela nakazało zaprzestanie stosowania Depo-Provera bez pełnej i świadomej zgody pacjentek, co wskazywało na uznanie istnienia problemu. Sprawa była badana przez różne komisje i organizacje pozarządowe, które wskazywały na konieczność bardziej transparentnych i etycznych praktyk medycznych wobec mniejszości etnicznych. W wyniku afery wprowadzono zmiany w polityce zdrowotnej, mające na celu lepsze zabezpieczenie praw pacjentów, a także wywołała ona debatę na temat integracji Felaszów w izraelskim społeczeństwie i podkreśliła potrzebę równego traktowania wszystkich obywateli, niezależnie od ich pochodzenia etnicznego. Afera z przymusowymi zastrzykami antykoncepcyjnymi była poważnym incydentem, który ukazał problemy systemowe w traktowaniu mniejszości etnicznych w Izraelu. Pomimo podjęcia kroków mających na celu naprawienie sytuacji, sprawa ta wciąż przypomina o konieczności stałego monitorowania i zapewniania równości praw dla wszystkich obywateli.

## Znani Felaszowie
- Awraham Neguse – poseł do Knesetu
- Eden Alene – piosenkarka
- Hagit Jaso – piosenkarka
- Penina Tamanu-Szata – posłanka do Knesetu
- Titi Ajnaw – modelka
- Zohar Zimro – biegacz